# Søndersø (Kolding)
Søndersø är en sjö i Danmark.   Den ligger i Koldings kommun i Region Syddanmark, i den centrala delen av landet, 200 km väster om Köpenhamn. Søndersø ligger 25 meter över havet. Arean är 0,13 kvadratkilometer. Trakten runt Søndersø består till största delen av jordbruksmark. Den sträcker sig 0,9 kilometer i nord-sydlig riktning, och 0,4 kilometer i öst-västlig riktning.
Största tillflödet är Almind Å som kommer från Nørresø. Almind Å är också sjöns utflöde.